# نافورة سان ميشيل

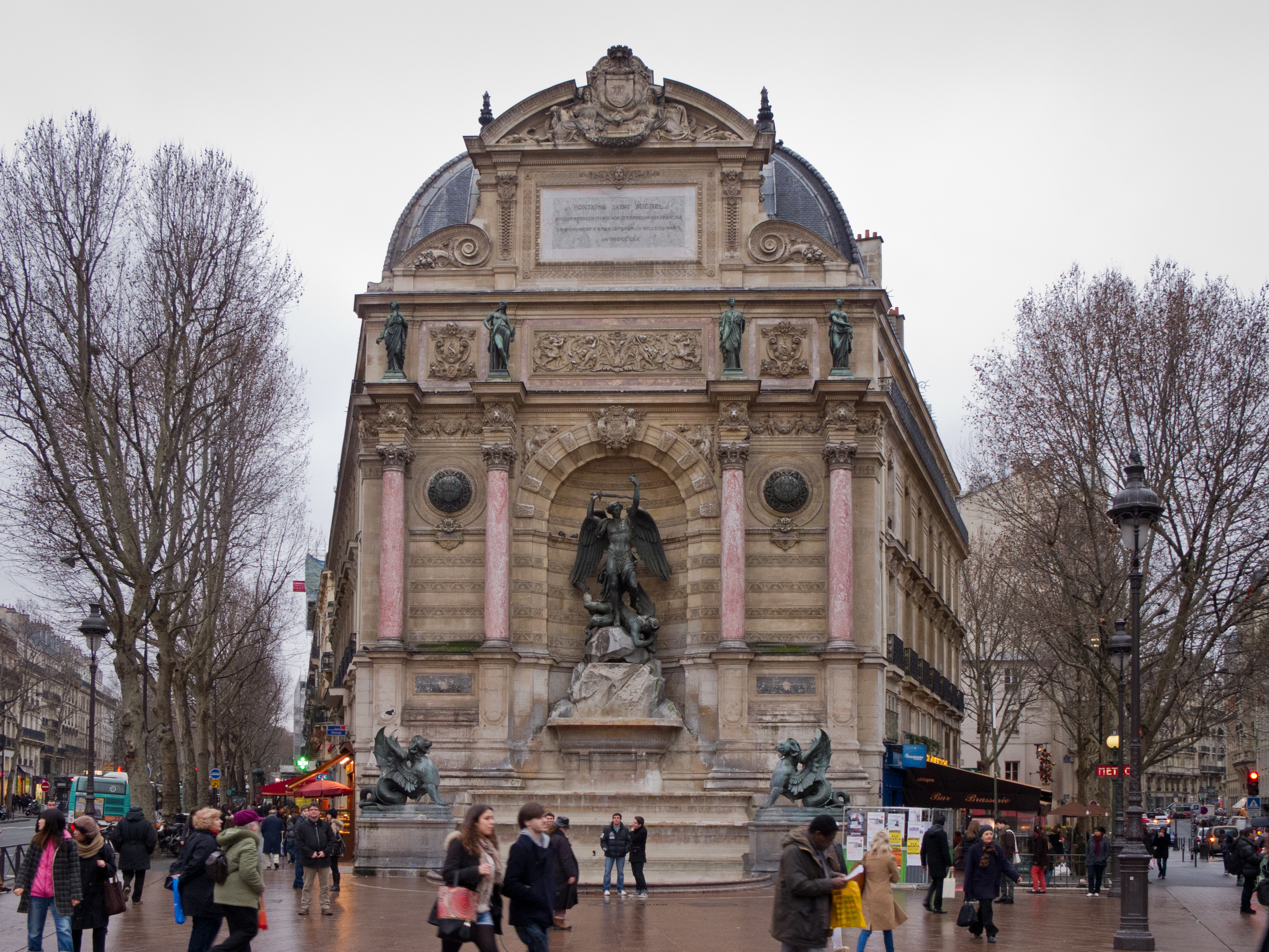
نافورة سان ميشيل

نافورة سان ميشيل بالفرنسية (La fontaine Saint-Miche) تقع في حي من أحياء الدائرة الخامسة في باريس في باريس و وهو الحي اللاتيني الذي يقع في قلب هذه الدائرة وقلب باريس وعلى يسار نهر السين قريبة جداً من كاتدرائية نوتردام. وهي تعتبر كأحد المعالم السياحية والمواقع الأثرية في باريس.

## الموقع

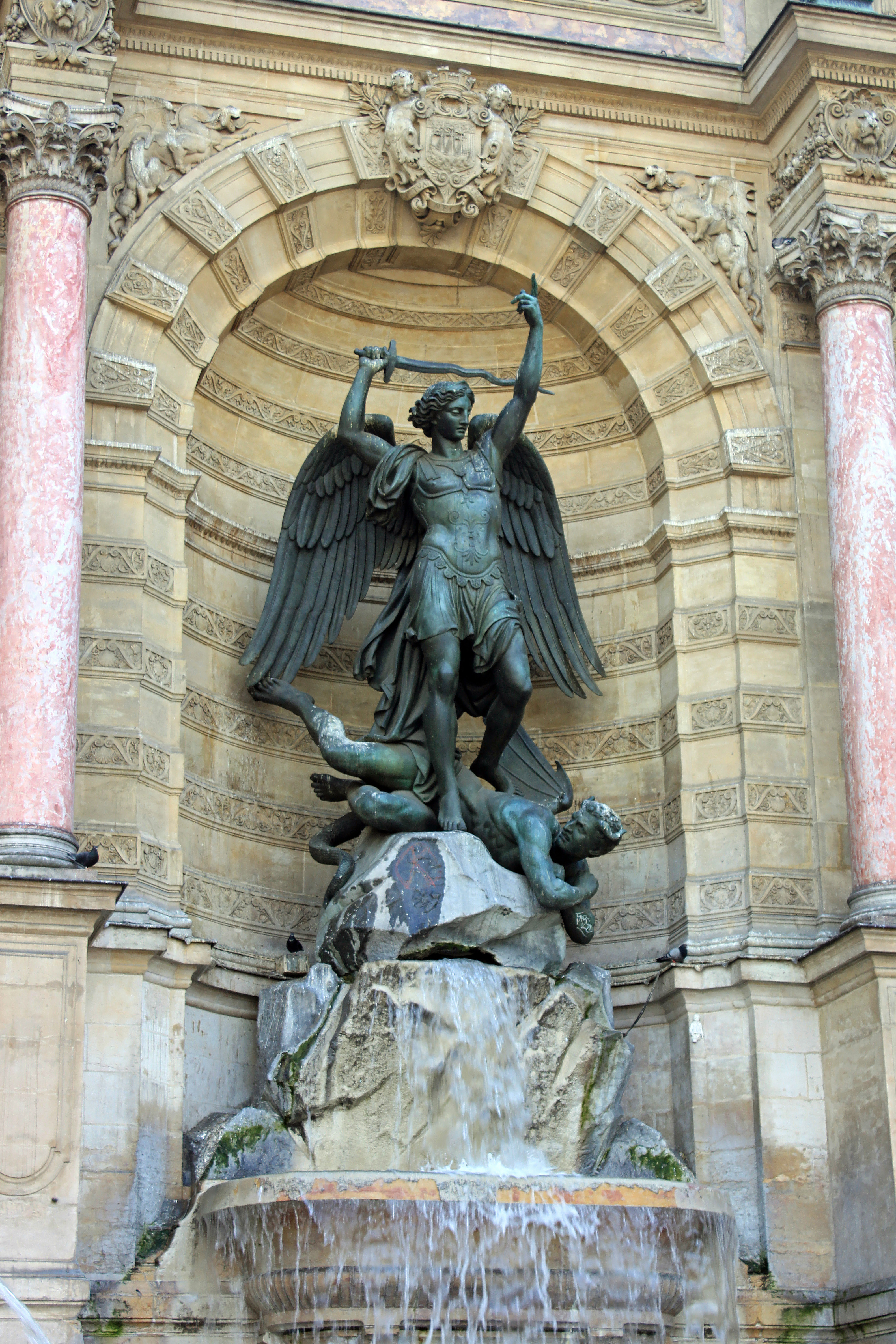
سان ميشيل والتنين

تقع على في قلب باريس وعلى يسار نهر السين وعند منطلق بولفارد سان ميشيل من السين إلى الجنوب. وتعتبر ساحتها مكاناً للتلاقي وإعطاء المواعيد.

## التاريخ

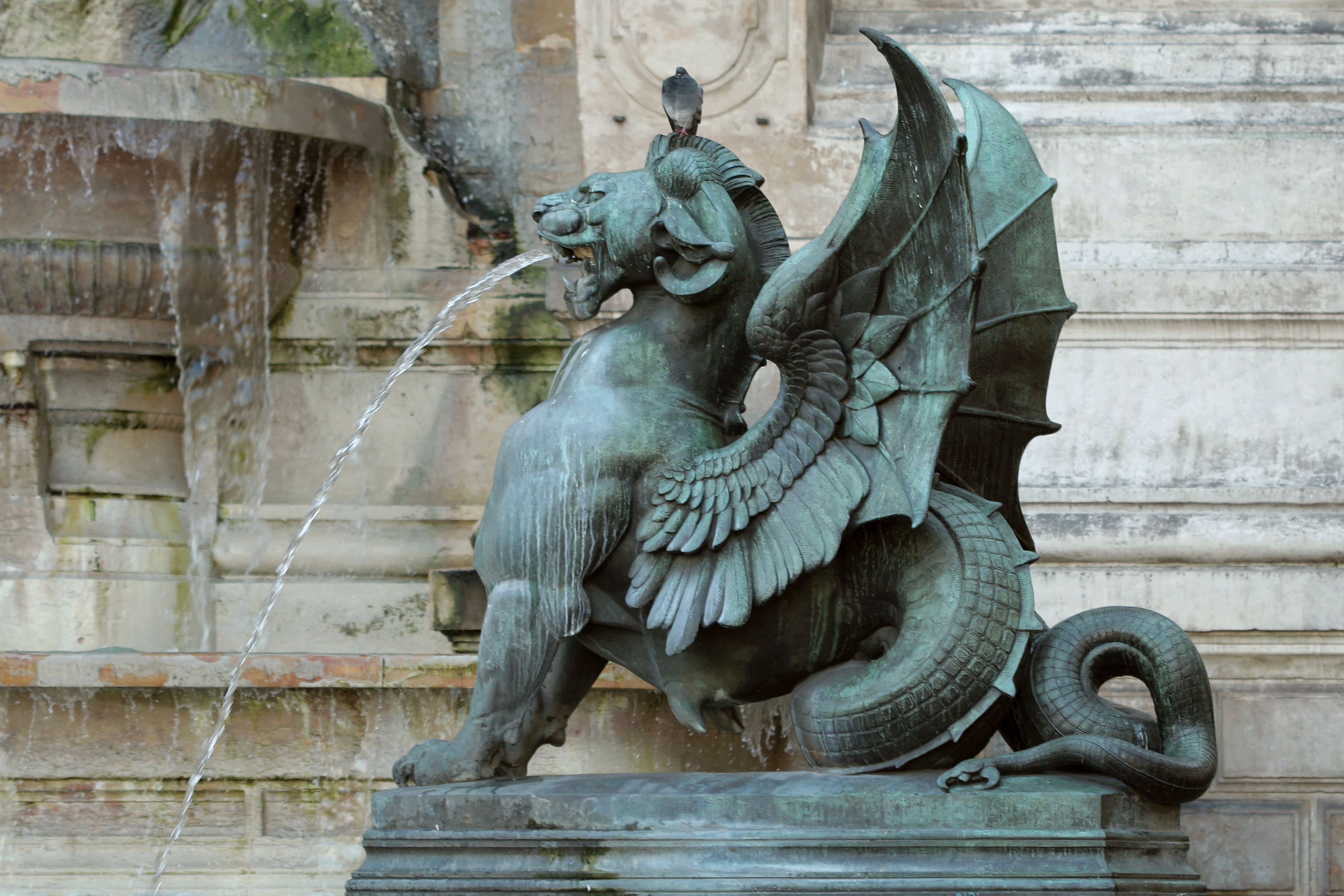
أحد تماثيلها

هي جزء من خطة «تهوية المدينة» التي قدمها هوسمان تحت حكم نابليون الثالث. أنشأت في بولفارد سان ميشيل في محور سانت شابيل، أمر هوسمان تم إنشاء هذه النافورة لملء الزاوية بين شارع سان ميشيل وسانت أندري دي أرت وإعطاء منظور بصري جيد. وكانت الفكرة الأولى هي إقامة تمثال ضخم لنابليون الأول من هيئة الإنصاف والمصالحة ولكن تم التخلي عن ذلك، وبناء على إصرار لجنة البلدية تم إنشاؤها.
تم تصميمها من قبل المهندس المعماري غابرييل دافيود، بمساعدة فلامنت وهالو.ارتفاعه 26 مترا. وهو يتألف في طريقة قوس النصر القديم.